# Elezioni parlamentari in Repubblica Ceca del 2017
Le elezioni parlamentari in Repubblica Ceca del 2017 si tennero il 20 e il 21 ottobre per il rinnovo della Camera dei deputati. In seguito all'esito elettorale, Andrej Babiš, espressione di ANO 2011, divenne Presidente del Governo.

## Contesto
Il governo di coalizione dopo le elezioni del 2013 era composto dai due maggiori partiti: il Partito socialdemocratico (ČSSD) del primo ministro Bohuslav Sobotka e ANO 2011 (ANO), guidato dall'ex ministro delle finanze e uomo d'affari Andrej Babiš, a fianco dell'Unione democratica cristiana (KDU-CSL). Il più grande partito di opposizione era il Partito comunista, seguito dai partiti di centrodestra TOP 09 e dal Partito democratico civico (ODS).
Secondo i sondaggi, ANO si attestava come la prima forza politica, mentre i socialdemocratici erano in declino; altri partiti, tra cui il Partito comunista, i democratici civici, KDU-ČSL e TOP 09, erano dati tra il 5% e il 12%.

## Sistema elettorale
I rappresentante della camera dei deputati vengono eletti in 14 circoscrizioni (ognuna elegge da 5 a 25 deputati) con il metodo proporzionale. C'è uno sbarramento del 5% per ogni lista che si presenta da sola, del 10% per una coalizione di 2 partiti, del 15% per una coalizione di 3 partiti e del 20% per coalizioni di 4 o più partiti.

## Risultati
| Liste                                                                    | Voti      | %     | Seggi |
| ------------------------------------------------------------------------ | --------- | ----- | ----- |
| ANO 2011                                                                 | 1 500 113 | 29,64 | 78    |
| Partito Democratico Civico (ODS)                                         | 572 962   | 11,32 | 25    |
| Partito Pirata Ceco (Piráti)                                             | 546 393   | 10,80 | 22    |
| Libertà e Democrazia Diretta (SPD)                                       | 538 574   | 10,64 | 22    |
| Partito Comunista di Boemia e Moravia (KSČM)                             | 393 100   | 7,77  | 15    |
| Partito Social Democratico Ceco (ČSSD)                                   | 368 347   | 7,28  | 15    |
| Unione Cristiana e Democratica - Partito Popolare Cecoslovacco (KDU-CSL) | 293 643   | 5,80  | 10    |
| TOP 09                                                                   | 268 811   | 5,31  | 7     |
| Sindaci e Indipendenti (STAN)                                            | 262 157   | 5,18  | 6     |
| Partito dei Liberi Cittadini (Svobodní)                                  | 79 229    | 1,57  | –     |
| Partito dei Verdi (SZ)                                                   | 74 335    | 1,47  | –     |
| Partito del Senso Comune (SZR)                                           | 36 528    | 0,72  | –     |
| Realisti                                                                 | 35 995    | 0,71  | –     |
| Partito dei Diritti Civili (SPOZ)                                        | 18 556    | 0,37  | –     |
| Sportivi                                                                 | 10 593    | 0,21  | –     |
| Partito Operaio della Giustizia Sociale (DSS)                            | 10 402    | 0,21  | –     |
| Partito Repubblicano di Cecoslovacchia (SPR-RSČ)                         | 9 857     | 0,19  | –     |
| Ordine della Nazione - Unione Patriottica (ŘN-VU)                        | 8 735     | 0,17  | –     |
| Alleanza Democratica Civica (ODA)                                        | 8 030     | 0,16  | –     |
| Blocco contro l'Islamizzazione (BPI)                                     | 5 077     | 0,10  | –     |
| Altri <0,10%                                                             | 19 322    | 0,38  | –     |
| Totale                                                                   | 5 060 759 | 100   | 200   |